# Snellville
Snellville è una città degli Stati Uniti d'America, situata nella contea di Gwinnett nello Stato della Georgia.